# Politiske partier i Tyskland
Det er en liste over politiske partier i Tyskland.

## Partier repræsenteret iForbundsdagen
| Navn                                        | Navn  | Navn på Dansk                          | Partiformand                            | Politiske position | Ideologi                                                                                     | Forbundsdagen | Europa-Parlamentet |
| ------------------------------------------- | ----- | -------------------------------------- | --------------------------------------- | ------------------ | -------------------------------------------------------------------------------------------- | ------------- | ------------------ |
| Sozialdemokratische Partei Deutschlands     | SPD   | Tysklands Socialdemokratiske Parti     | Norbert Walter-Borjans & Saskia Esken   | Centrum-venstre    | Socialdemokratisme                                                                           | 206 / 709     | 16 / 96            |
| Christlich Demokratische Union Deutschlands | CDU   | Tysklands Kristelig-Demokratiske Union | Armin Laschet                           | Centrum-højre      | Kristendemokrati, Liberalkonservatisme                                                       | 151 / 709     | 23 / 96            |
| Bündnis 90/Die Grünen                       | GRÜNE | Forbund 90/De Grønne                   | Annalena Baerbock & Robert Habeck       | Centrum-venstre    | Grøn ideologi                                                                                | 118 / 709     | 21 / 96            |
| Freie Demokratische Partei                  | FDP   | Frie Demokratiske Parti                | Christian Lindner                       | Centrum-højre      | Liberalisme, Klassisk liberalisme                                                            | 92 / 709      | 5 / 96             |
| Alternative für Deutschland                 | AfD   | Alternativ for Tyskland                | Jörg Meuthen & Tino Chrupalla           | Højrefløj          | Nationalkonservatisme Højrepopulisme, Europskepticisme                                       | 83 / 709      | 11 / 96            |
| Christlich-Soziale Union in Bayern          | CSU   | Kristelig-Social Union i Bayern        | Markus Söder                            | Centrum-højre      | Kristendemokrati, Konservatisme                                                              | 45 / 709      | 6 / 96             |
| Die Linke                                   | LINKE | Venstrepartiet                         | Janine Wissler & Susanne Hennig-Wellsow | Venstrefløj        | Demokratisk socialisme, Venstrepopulisme                                                     | 39 / 709      | 7 / 96             |
| Südschleswigscher Wählerverband             | SSW   | Sydslesvigsk Vælgerforening            | Flemming Meyer                          | Centrum            | Regionalisme, Dansk minoritets interesser, Frisiske minoritets interesser, Socialliberalisme | 1 / 709       | 0 / 96             |

## Partier repræsenteret iEU-parlamentet, men ikke Forbundsdagen
| Navn                            | Navn         | Navn på Dansk                   | Partiformand      | Politiske position          | Ideologi                                    | Europa-Parlamentet |
| ------------------------------- | ------------ | ------------------------------- | ----------------- | --------------------------- | ------------------------------------------- | ------------------ |
| Die PARTEI                      | Die PARTEI   | PARTIET                         | Martin Sonneborn  | Satireparti                 | Satire                                      | 2 / 96             |
| Freie Wähler                    | Freie Wähler | Frie Vælgere                    | Hubert Aiwanger   | Centrum-højre               | Regionalisme, Konservatisme                 | 2 / 96             |
| Ökologisch-Demokratische Partei | ÖDP          | Økologiske-Demokratiske Parti   | Christoph Raabs   | Centrum-højre               | Grøn ideologi, Kristendemokrati             | 1 / 96             |
| Piratenpartei Deutschland       | PIRATEN      | Tysk Piratparti                 | Carsten Sawosch   | Centrum                     | Pirat politik                               | 1 / 96             |
| Volt Deutschland                | Volt         | Volt Tyskland                   | Damian Boeselager | Centrum                     | Europæisk føderalisme, Socialliberalisme    | 1 / 96             |
| Familienpartei Deutschlands     | Familie      | Tysklands Familieparti          | Maria Hartmann    | Centrum-højre til højrefløj | Konservatisme, Kristendemokrati             | 1 / 96             |
| Liberal-Konservative Reformer   | LKR          | Liberalkonservative Reformister | Jürgen Joost      | Centrum-højre til højrefløj | Liberalkonservatisme, Økonomisk liberalisme | 1 / 96             |

## Partier repræsenteret i delstatsparlamenter
| Navn                                                   | Navn   | Navn på Dansk                                     | Partiformand | Politiske position | Ideologi                        | Delstater repræsenteret i |
| ------------------------------------------------------ | ------ | ------------------------------------------------- | ------------ | ------------------ | ------------------------------- | ------------------------- |
| Brandenburger Vereinigte Bürgerbewegungen/Freie Wähler | BVB/FW | Brandenburgs Samlede Borgerbevægelse/Frie Vælgere | Péter Vida   | Centrum            | Regionalisme, Direkte demokrati | Brandenburg               |
| Bürger in Wut                                          | BiW    | Vrede Borgere                                     | Jan Timke    | Højrefløj          | Højrepopulisme                  | Bremen                    |

## Tidligere partier
- Sozialistische Einheitspartei Deutschlands (forkortet SED) i det tidligere DDR
- NSDAP de tyske nationalsocialister
- National-Demokratische Partei Deutschlands, i DDR